# 장호원초등학교
장호원초등학교는 대한민국 경기도 이천시에 있는 공립 초등학교이다.

## 학교 연혁
- 1911년 9월 1일 공립음죽보통학교 개교(설립인가 7월 14일)
- 1911년 11월 1일 음죽공립보통학교 개칭
- 1917년 12월 5일 장호원공립보통학교 개칭
- 1938년 4월 1일 장호원제일공립심상소학교로 개칭
- 1941년 4월 1일 장호원제일공립국민학교로 개칭
- 1946년 9월 2일 대서분교장 개교
- 1954년 4월 1일 장호원국민학교로 개칭
- 1996년 3월 1일 장호원초등학교로 개칭
- 2011년 8월 27일 개교 100주년 기념행사
- 2019년 3월 1일 제24대 정용욱 교장 취임

## 참고 자료
- 장호원초등학교 - 한국교육학술정보원 학교알리미